# Goncz

Herb Goncz według Siebmachera i Ledebura

Herb Goncz według Ostrowskiego

Goncz (Gonsch, Gonschen, Gonsz, Gończ, Gącz) – pomorski herb szlachecki, przypisywany także, prawdopodobnie błędnie, rodzinie kaszubskiej.

## Opis herbu
Opis z wykorzystaniem zasad blazonowania, zaproponowanych przez Alfreda Znamierowskiego:
W polu srebrnym pas czerwony. Klejnot: nad hełmem bez korony pęk siedmiu włóczni przewiązanych w środku sznurem czerwonym. Labry: czerwone. podbite srebrem.
Juliusz Karol Ostrowski podaje zamiast pęku włóczni sajdak ze strzałami.

## Najwcześniejsze wzmianki
Wariant podstawowy przytaczany przez Nowego Siebmachera, Ostrowskiego (Księga herbowa rodów polskich) i Bagmihla (Adelslexikon der preussiche Monarchie von...).

## Herbowni
Goncz (Gonsch, Gonschen, Gonsz, Gącz). Była to wygasła zachodniopomorska rodzina, jej herb przypisywano też, zapewne niesłusznie z powodu podobieństwa nazwisk, kaszubskiej rodzinie Gączów oraz pochodzącym od nich Czerniewskim i Dąbrowskim. Właściwy herb kaszubskich Gączów-Czerniewskich to Gącz.
Według Seweryna Uruskiego z herbem takim (pod nazwą Gończ) wylegitymował się w 1859 Teodor Kulman, syn Jana. Nie jest jasne jak rodzina inna niż Gonczowie mogła wejść w posiadanie tego herbu własnego.